# Miss Maranhão 2014
Miss Maranhão 2014 foi a 57ª edição do tradicional concurso de beleza feminina que escolhe a melhor candidata maranhense para representar seu Estado e sua cultura no Miss Brasil 2014. O evento contou com a presença de vinte e seis candidatas de diversos municípios do estado nordestino. Ingrid Gonçalves, vencedora do ano anterior, passou a coroa para sua sucessora ao título no final do evento. Esta foi a representante de Balsas, Larissa Pires. A competição ocorreu no Teatro Arthur Azevêdo, em São Luís.

## Resultados

### Colocações
Como a capital do Estado não é representada no certame estadual, a candidata que fica em 2º. Lugar recebe o título simbólico de Miss São Luís. Essa prática era comum em certos concursos estaduais do nordeste, como o Miss Piauí, onde a segunda colocada recebia o título de Miss Teresina.

| Posição                 | Município e Candidata |
| Vencedora               | - Balsas - Larissa Pires de Faria |
| 2º. Lugar               | - Junco do Maranhão - Mayara Lívia |
| 3º. Lugar               | - Rosário - Raynna Santos |
| 4º. Lugar               | - Colinas - Wilna Sena |
| 5º. Lugar               | - Santa Inês - Andréa Nunes |
| (TOP 10) Semifinalistas | - Barreirinhas - Mariana Pastana - Caxias - Jordanna Guimarães - Chapadinha - Talita Amorim - Morros - Marília Leite - Penalva - Bianca Mota        |
| (TOP 15) Semifinalistas | - Coroatá - Jéssica Abdalla - Pinheiro - Rayanne Mendes - Raposa - Magda Oliveira - Santo Amaro - Marina Buonocore - São João dos Patos - Eloá Utta |

### Prêmios Especiais
- Foram distribuídos os seguintes prêmios às candidatas:

| Prêmio         | Município e Candidata              |
| Miss Simpatia  | - Itapecuru-Mirim - Rosanna Mualem |
| Miss Elegância | - Santa Inês - Andréa Nunes        |
| Miss Fotogenia | - Colinas - Wilna Sena             |
| Miss Beleza    | - Rosário - Raynna Santos          |

## Agenda
As misses participam de alguns eventos programados, como: 
- 14/06: Apresentação das candidatas realizado no Monumental Shopping.

- 18/06: As candidatas visitaram a Assembleia Legislativa e o Complexo de Comunicação, anexo ao Palácio Beckman.[4]

- 19/06: Visita das candidatas aos bastidores da TV Mirante e ao Jornal Estado do Maranhão.

- 23/06: Ensaios fotográficos e últimos ensaios para a final do concurso. Aulas de passarela e postura.

- 24/06: As candidatas passam por uma avaliação técnica da Band composta por Gabriela Fagliari e Evandro Hazzy.

- 25/06: Cerimônia de coroação da nova vencedora no Teatro Arthur Azevedo, em São Luís.

## Candidatas
Disputaram o título este ano: 
| - Alcântara - Ravenna Serejo - Alto Alegre - Iana Chaves - Bacabal - Maianne Santos - Balsas - Larissa Pires de Faria - Barreirinhas - Mariana Pastana - Bela Vista - Rebecca Cunha - Cajapió - Juliana Ribeiro - Carolina - Rayanne Duarte - Caxias - Jordanna Guimarães | - Chapadinha - Talita Amorim - Colinas - Wilna Sena - Coroatá - Jéssica Abdalla - Grajaú - Keilane Maciel - Imperatriz - Thaíssa Costa - Itapecuru-Mirim - Rosanna Tajra Mualem - Junco do Maranhão - Mayara Lívia - Morros - Marília Leite - Pinheiro - Rayanne Mendes | - Penalva - Bianca Mota - Primeira Cruz - Érika Moreno - Raposa - Magda Oliveira - Rosário - Raynna Santos - Santa Inês - Andréa Nunes - Santo Amaro - Marina Buonocore - São João dos Patos - Eloá Utta - Zé Doca - Karina Marinho |